# Aspilota compressiventris
Aspilota compressiventris är en stekelart som beskrevs av Stelfox och Graham 1951. Aspilota compressiventris ingår i släktet Aspilota och familjen bracksteklar. Inga underarter finns listade.